# Kur Sonneratův
Kur Sonneratův (Gallus sonneratii) je bažantovitý pták z rodu Gallus, jeden z divokých předků kura domácího čili slepice. Přirozeně se vyskytuje ve střední a jihozápadní Indii, kde je stále poměrně hojně rozšířen lesích, houštinách a částečně i na otevřenějších stanovištích jako jsou lesní okraje a opuštěné zarostlé čajové plantáže.

## Systematika
Kladogram zachycující vztahy v rámci rodu Gallus

|  | \| \| kur Sonneratův – Gallus sonneratii \| \| \| \| \| \| kur srílanský – Gallus lafayettii \| \| \| \| |
|  | |
|  | kur bankivský – Gallus gallus                                                                            |
|  | |
|  | kur Sonneratův – Gallus sonneratii                                                                       |
|  | |
|  | kur srílanský – Gallus lafayettii                                                                        |
|  | |

|  | kur Sonneratův – Gallus sonneratii |
|  |                                    |
|  | kur srílanský – Gallus lafayettii  |
|  |                                    |

|  | \| \| kur Sonneratův – Gallus sonneratii \| \| \| \| \| \| kur srílanský – Gallus lafayettii \| \| \| \| |
|  | |
|  | kur bankivský – Gallus gallus                                                                            |
|  | |
|  | kur Sonneratův – Gallus sonneratii                                                                       |
|  | |
|  | kur srílanský – Gallus lafayettii                                                                        |
|  | |

|  | kur Sonneratův – Gallus sonneratii |
|  |                                    |
|  | kur srílanský – Gallus lafayettii  |
|  |                                    |

Druh popsal nizozemský přírodovědec a aristokrat Coenraad Jacob Temminck v roce 1813. Jedná se o monotypický taxon. Kur Sonneratův je jeden ze 4 zástupců rodu Gallus, česky kur (český název kur se nicméně používá pro více rodů). Rodové jméno gallus pochází z latiny a znamená „kur“; druhové jméno sonneratii je poctou francouzskému přírodovědci Pierrovi Sonneratovi.
Nejbližším příbuzným kura Sonneratova je kur srílanský (Gallus lafayettii), se kterým kur Sonneratův tvoří sesterskou skupinu. V úzkém geografickém pásu, kde se areál výskytu kura Sonneratova překrývá s kurem bankivským (Gallus gallus), může docházet ke křížení obou druhů. Kur bankivský je přitom považován za přímého předka kura domácího. Moderní studie DNA však ukazují, že i kur Sonneratův přispěl do genofondu kura domácího, který od kura Sonneratova zdědil mj. žluté zbarvení kůže. Genový tok byl přitom potvrzen i v opačném směru, a totiž v genech kura Sonneratova byl identifikován příspěvek z genofondu kura bankivského. Zatímco k vydělení linie kura Sonneratova/srílanského od kura bankivského došlo někdy před cca 2,6–2,9 miliony lety, oddělení kura srílanského a kura Sonneratova nastalo před cirka 1,8 miliony lety.

Vybraná dobová vyobrazení
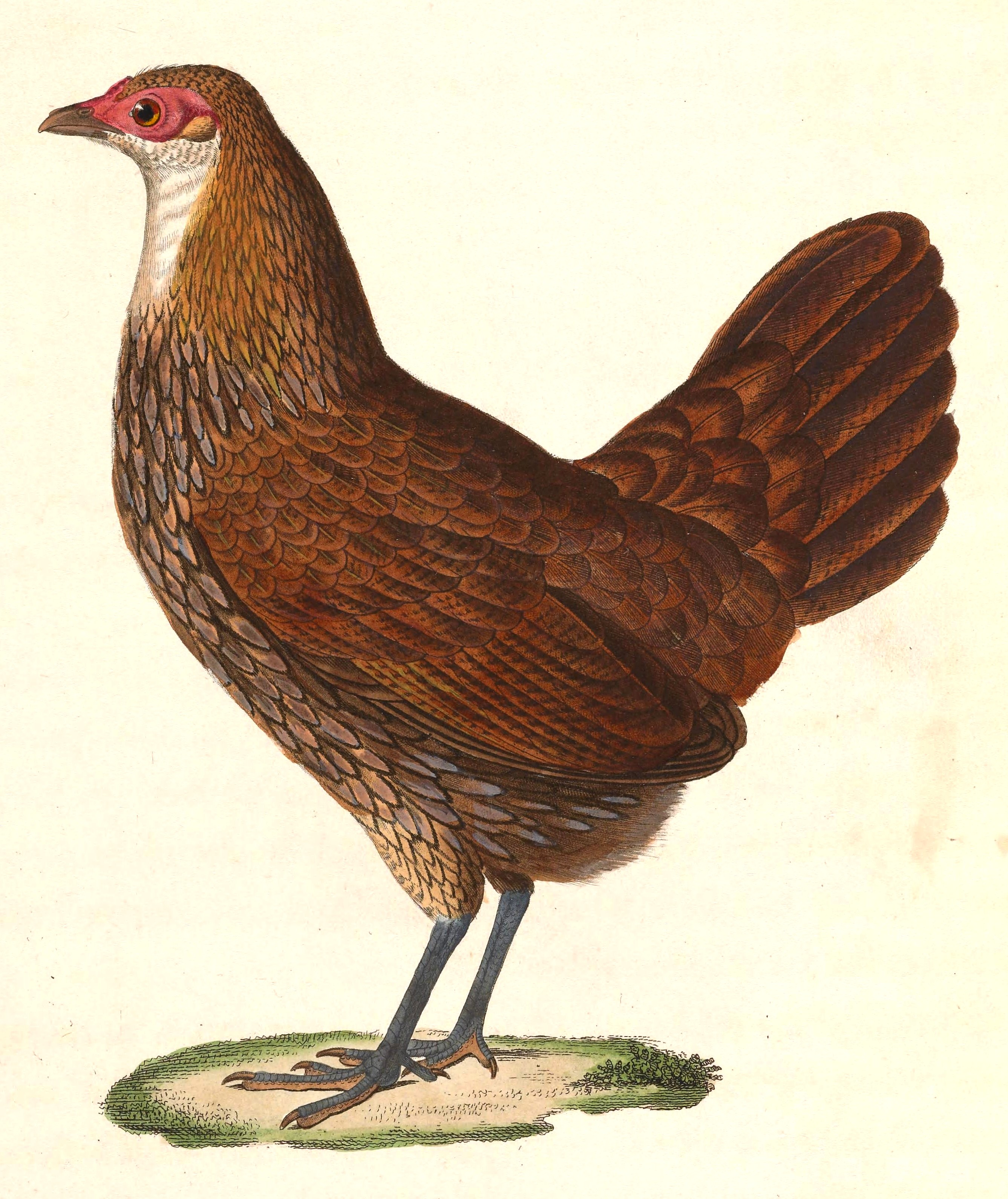
Samice (1838)
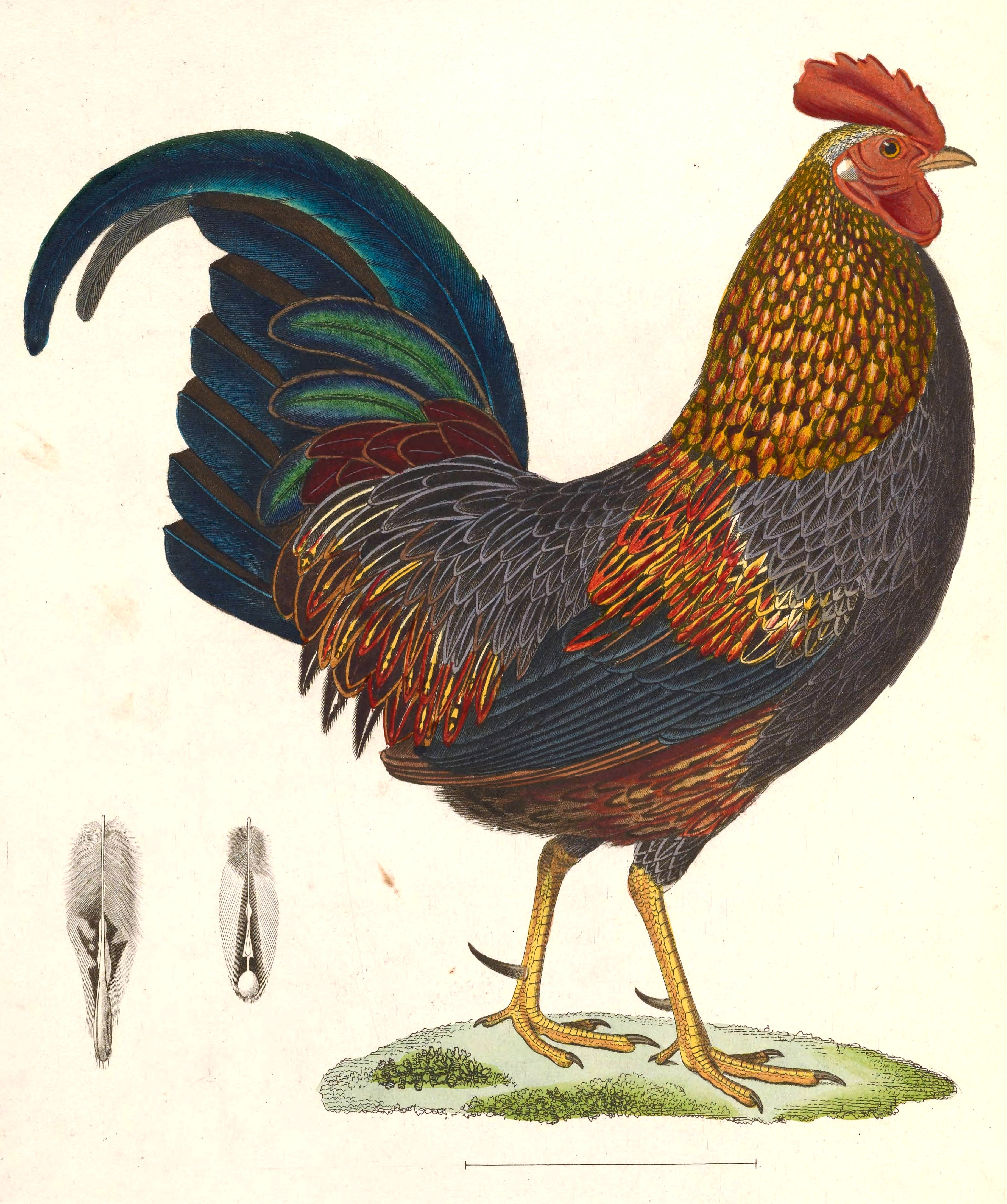
Samec (1838)
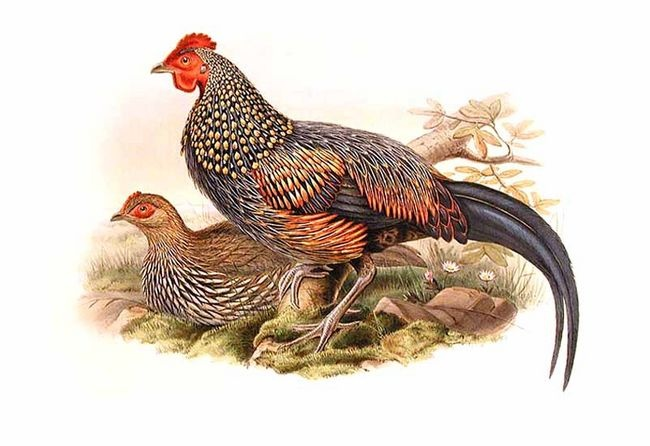
Samice (vlevo) a samec (ilustrace Johna Goulda)

## Rozšíření a stanoviště
Kur Sonneratův je rozšířen ve střední a jižní, zejména jihozápadní Indii. Obývá širokou škálu biotopů od sekundárních opadavých lesů po stálezelené vlhké pralesy. V oblibě má hlavně smíšené bambusové lesy, okraje lesů v okolí vesnic a zemědělských ploch a zanedbané, zarostlé paseky a čajové plantáže. Vyhledává biotopy s převažujícími hluchavkovitými rostlinami rodu Tectona. Může se vyskytovat až do nadmořské výšky 2400 m.

## Popis
Stejně jako ostatní kurové rodu Gallus, i u kura Sonneratova je přítomen výrazný pohlavní dimorfismus, který se projevuje hlavně výraznějším zbarvením opeření samců a jejich větší velikosti. Zatímco samci měří kolem 70–80 cm a váží 0,8–1,1 kg, samice měří pouze kolem 38 cm a váží 0,7–0,8 kg.
Zobák má tělovou až nažloutlou barvu, hřeben horní čelisti je hnědočerný. Duhovky jsou žluté až oranžovohnědé, nohy jsou žluté až červené, nejsytější v době hnízdění. Kůže samce na tvářích a hrdle je červená stejně jako jeho hřeben a ušní a krční laloky. Opeření samce jinak hraje různými tmavými barvami od černé po žlutohnědou, hlavně na krku a hřbetu je silně kropeno světlými barvami. Svatební šat samců je nápadný dlouhými ocasními pery a prodlouženým peřím kolem krku, které má světlé flekování. V prostém šatu jsou tato pera shozena a hlava a krk tak mají fádní krátké opeření černé barvy a i laloky jsou menší a světlejší. Samice má také laloky, avšak jsou natolik redukované, že se až zdají nepřítomné. Opeření samice je převážně hnědé s občasnou příměsí světlé nebo tmavé barvy, spodina je světlá. Ocas je tmavě hnědý.

## Biologie

### Chování
Většinou se vyskytuje samotářsky, občas v menších skupinkách do 6 jedinců stejného nebo smíšeného pohlaví. U bohatých zdrojů potravy může být dosti hojný. Kury Sonneratovy lze typicky zahlédnout, jak se pomalu prochází přes otevřenější krajinu a rozhrabávají podestýlku nohama a zobákem, kde hledají potravu. Hřaduje v malých skupinách na stromech kolem 7–8 metrů nad zemí.
K predátorům kurů patří savci (promyky a kočkovité šelmy jako levhart skvrnitý) a draví ptáci (mj. orel jestřábí (Aquila fasciata) a orel proměnlivý (Nisaetus cirrhatus)). Samec kokrhá hlasitým, svérázným staccatem kuk-ka-kuruk-ka nebo kuk-kaja-kaja-kuk, které opakuje až 5× za minutu. Kokrhání často předchází mechanický zvuk pleskání křídel. 

### Potrava
Jídelníček kura Sonneratova je velmi pestrý a zahrnuje zrní, klíčky a výhonky všeho druhu, bobule, semena (zvláště bambusů a strobilantesů), hmyz (rovnokřídlí, termiti, brouci, dokonce i malí plazi). Při hledání jídla se typicky zdržuje v blízkosti hustých lesů a křovin, kde se může v případě vyrušení rychle uchýlit. I když kur žije hlavně na zemi, v případě vyrušení prchá raději odletem než odběhem. Pokud kur nalezne bezpečný, bohatý zdroj potravy, typicky se k němu vrací každý den v tutéž denní dobu. Nejčastěji hledá potravu zrána a na večer.

### Hnízdění

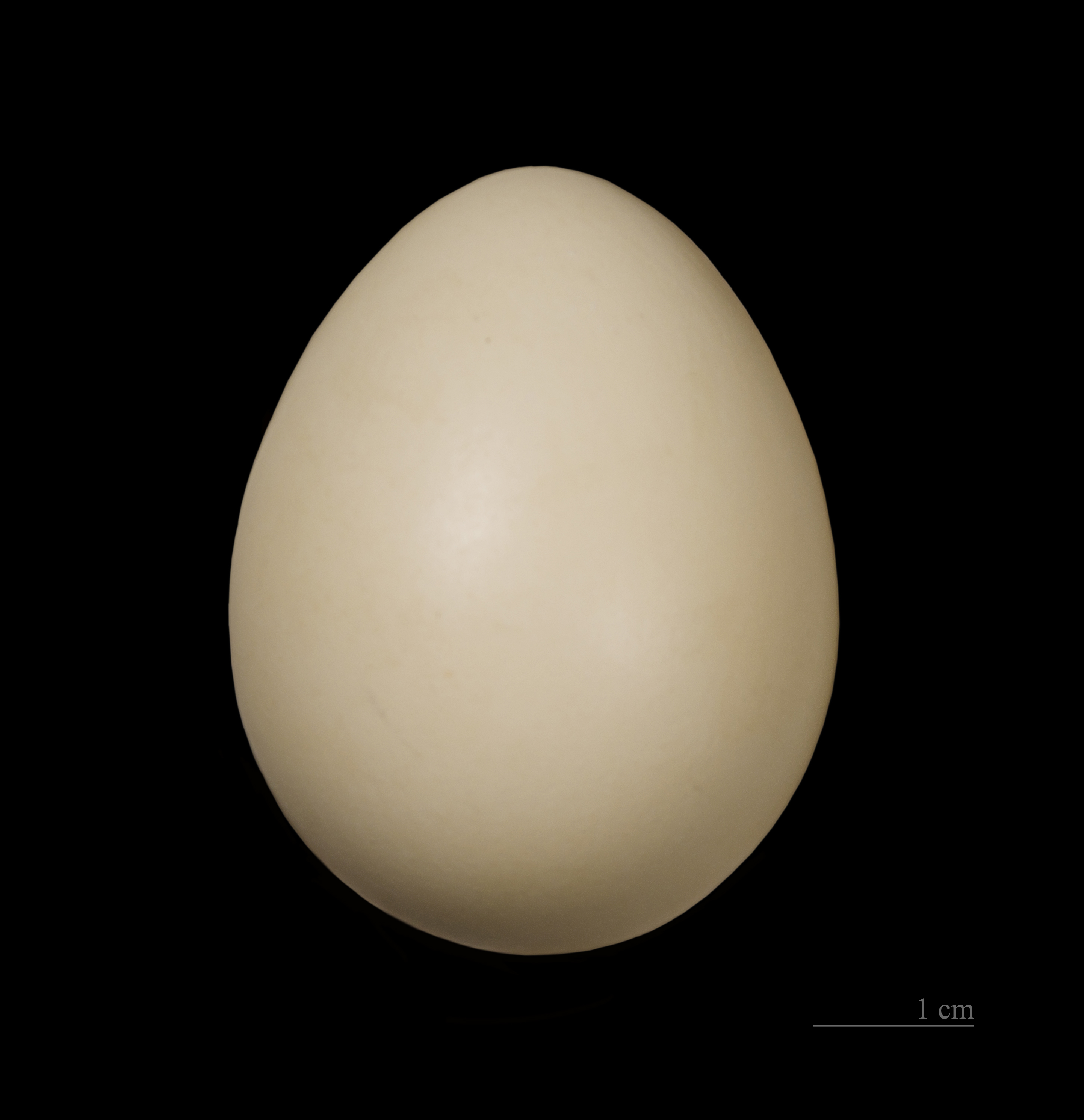
Vejce kura Sonneratova

Kur Sonneratův může být monogamní i polygamní v závislosti na situaci. Hnízdo si staví v prohlubni u báze stromu ve stínu pařezu nebo keře, vzácněji i na výše položených místech jako je dno pařezu nebo spadlý kmen stromu. Snůšku typicky tvoří 3–5 vajec. Jsou známy i snůšky až o 10 vejcích, ty jsou ale patrně dílem dvou samic. Vejce jsou bílá až světle žlutohnědá, většinou bez flíčků. Může zahnízdi v jakékoliv roční období, nejčastěji však od února do května. Inkubuje pouze samice po dobu kolem 20–21 dní.

## Ohrožení a lidé
Mezinárodní svaz ochrany přírody hodnotí druh jako málo dotčený, nicméně přiznává, že populační trend kura Sonneratova je klesající z důvodu ztráty přirozených stanovišť, ke kterému dochází hlavně přeměnou pralesů na zemědělské plochy, požáry a nadměrnou pastvou dobytka.
Kur Sonneratův je chován v četných evropských a občas i asijských zoologických zahradách.